# Margarita Maslennikowa
Margarita Nikołajewna Maslennikowa (ros. Маргарита Николаевна Масленникова; ur. 2 listopada 1928 w Leningradzie, zm. 5 marca 2021 w Petersburgu) – radziecka biegaczka narciarska, złota medalistka mistrzostw świata.

## Kariera
W 1954 roku wystartowała na mistrzostwach świata w Falun. Osiągnęła tam największy sukces w swojej karierze wspólnie z Lubow Kozyriewą i Walentiną Cariową zdobyła złoty medal w sztafecie 3x5 km. Na tych samych mistrzostwach zajęła czwarte miejsce w biegu na 10 km. walkę o brązowy medal przegrała z Mirją Hietamies z Finlandii o osiem sekund.

## Sukcesy

### Mistrzostwa świata
| Miejsce | Dzień     | Rok  | Miejscowość | Konkurencja             | Czas biegu | Strata | Zwyciężczyni    |
| ------- | --------- | ---- | ----------- | ----------------------- | ---------- | ------ | --------------- |
| 1.      | 17 lutego | 1954 | Falun       | Sztafeta 3x5 km         | 1:05:54    | -      | -               |
| 4.      | 21 lutego | 1954 | Falun       | 10 km stylem klasycznym | 40:14      | +0:40  | Lubow Kozyriewa |